# Англо-непальская война
Англо-непальская война (англ. Anglo–Nepalese War) — война Британской Ост-Индской компании и Непала в 1814—1816 годах. Известна в Великобритании также как Война гуркхов (англ. Gurkha War).
К началу XIX века гуркхи завоевали земли от Кашмира до Сиккима. С 1792 года, после вторжения цинской карательной экспедиции в Непал и превращения его в данника Цинской империи, в столице королевства Горкха Катманду находился английский резидент. Однако гуркхи не выполняли заключённые с англичанами и их вассалами договоры и продолжали жестокие набеги и борьбу с махараджами Северной Индии, союзниками и вассалами англичан, за Тераи (лесная полоса к югу от предгорий Гималаев), что привело к войне.

## Ход войны
В кампании 1814 года 30-тысячная английская армия, несмотря на численное превосходство над непальскими войсками (12 тысяч бойцов), потерпела поражение. 
Однако в мае 1815 года англичанам удалось разбить непальское войско у форта Малаон. Непальский главнокомандующий Амар Сингх после этого начал переговоры о мире, однако Дурбар не признал этой капитуляции. Англичане возобновили военные действия. В сражении в районе Микванпур, вблизи Катманду, в феврале 1816 года непальская армия вновь потерпела поражение.

## Исход войны
По Сугаульскому договору 1816 года Непал уступил Ост-Индской компании Сикким, Кумаон, Гархвал и некоторые другие территории. Важнейшим политическим условием соглашения явился допуск английского резидента в Катманду. Вся внешняя политика Непала переходила под контроль англичан. Кроме того, по итогам войны, англичане начали вербовать гуркхов в свою армию.